# Sigmar Gabriel

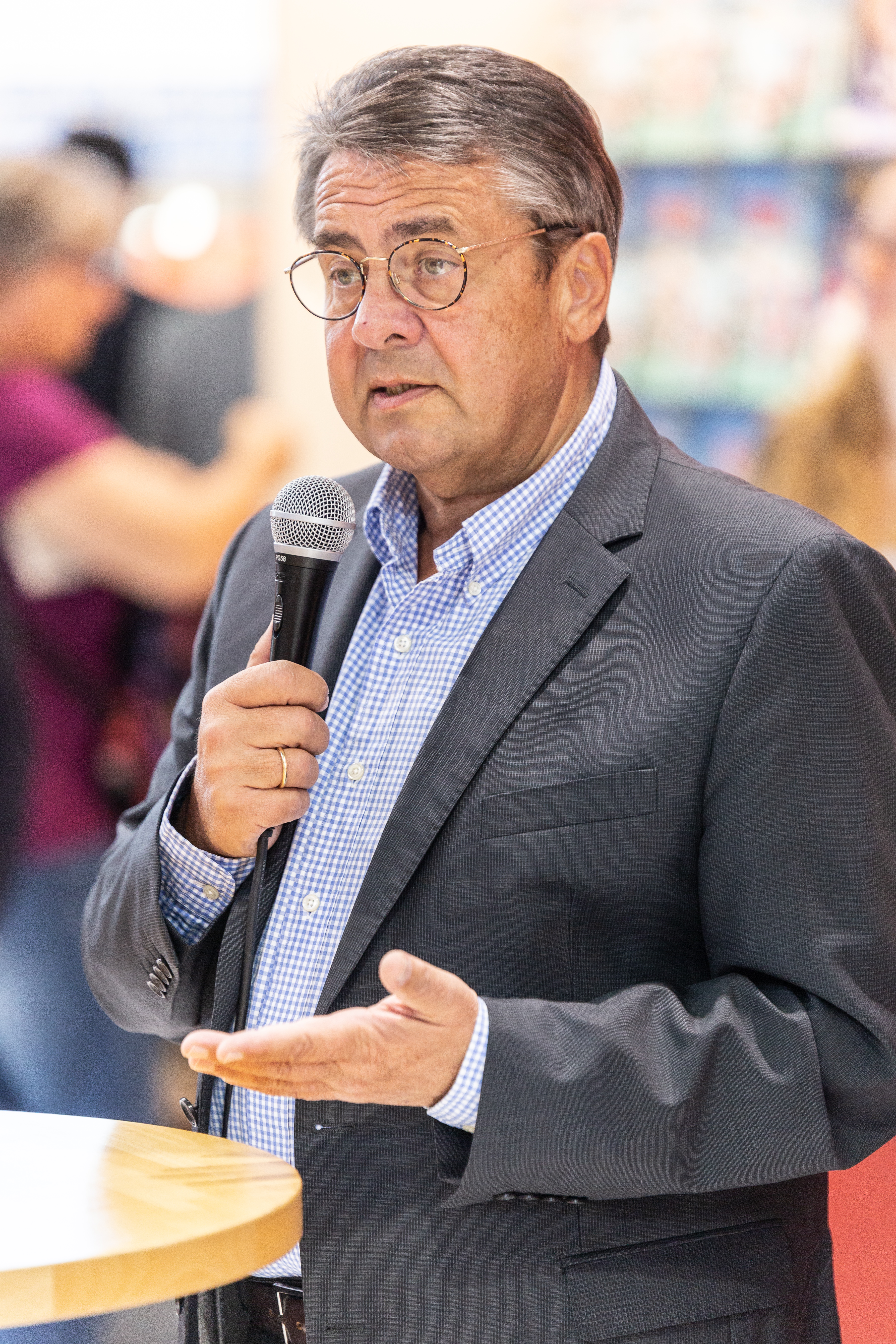
Sigmar Gabriel (2018)

Sigmar Hartmut Gabriel (* 12. September 1959 in Goslar) ist ein ehemaliger deutscher Politiker (SPD) und heutiger Berater und Publizist. Er war von November 2009 bis März 2017 Bundesvorsitzender der SPD und von Dezember 2013 bis März 2018 Vizekanzler. Seit 2019 ist er Vorsitzender der Atlantik-Brücke. Darüber hinaus ist er Mitglied im Aufsichtsrat mehrerer Unternehmen.
Außerdem war er von Dezember 1999 bis März 2003 Ministerpräsident von Niedersachsen, von November 2005 bis Oktober 2009 Bundesminister für Umwelt, Naturschutz und Reaktorsicherheit, von Dezember 2013 bis Januar 2017 Bundesminister für Wirtschaft und Energie und anschließend bis März 2018 Bundesminister des Auswärtigen. Er war von Juni 1990 bis Oktober 2005 Mitglied des Niedersächsischen Landtages, wo er von April 1998 bis Dezember 1999 sowie von März 2003 bis Juni 2005 Vorsitzender der SPD-Fraktion war, und von Oktober 2005 bis November 2019 Mitglied des Deutschen Bundestages.

## Leben

### Herkunft und Familie
Gabriel wurde als zweites Kind des Kommunalbeamten Walter Gabriel (1921–2012) und der Krankenschwester Antonie Gabriel (1922–2014) in Goslar geboren. Die Eltern trennten sich, als er drei Jahre alt war. Gabriels ältere Schwester Gudrun Sabine blieb bei der Mutter, er selbst wuchs gegen seinen Willen in den ersten zehn Lebensjahren bei seinem Vater und seiner Großmutter Lina Gabriel in einer Wohnsiedlung in Goslar-Jürgenohl auf. Gabriel soll unter dem autoritären Erziehungsstil seines Vaters gelitten haben. 1969 erhielt seine Mutter nach mehrjährigen juristischen Auseinandersetzungen die alleinige elterliche Gewalt und Gabriel zog zu ihr.
Ende der 1970er Jahre erfuhr Gabriel, dass sein Vater, der Kommunalbeamter im mittleren Dienst bei der Verwaltung des Kreises Stormarn war, auch in der Nachkriegszeit überzeugter Nationalsozialist geblieben war. Gabriel brach daraufhin den Kontakt zu seinem Vater völlig ab. Erst 25 Jahre später unternahm Sigmar Gabriel einen Versuch, die gemeinsame Vergangenheit mit seinem Vater aufzuarbeiten. Walter Gabriel blieb jedoch bis zu seinem Tod 2012 von der nationalsozialistischen Ideologie begeistert. Sigmar Gabriel stellte fest:

„Mein Vater war ein unverbesserlicher Nazi und Holocaust-Leugner.“

Gabriel war in erster Ehe von 1989 bis 1998 mit seiner ehemaligen Oberstufenmitschülerin, der türkischen Staatsbürgerin Munise Demirel, verheiratet. Seit 2012 ist er mit der aus Magdeburg stammenden Zahnärztin Anke Gabriel (geb. Stadler, * 1976) verheiratet und wohnt im Goslarer Ortsteil Hahndorf. Er hat eine erwachsene Tochter (* 1989) aus seiner ersten Ehe und mit seiner jetzigen Ehefrau zwei weitere Töchter (* 2012, 2017).

### Schulbildung, Wehrdienst, Studium und berufliche Tätigkeit (1967–1990)
Von 1967 bis 1971 war Gabriel Grundschüler. In dieser Zeit galt er aufgrund der prekären Familienverhältnisse (Scheidung der Eltern, prügelnder Vater etc.) als verhaltensauffälliges Kind. Eine Lehrerin wollte Gabriel auf eine Sonderschule schicken. 1971 wechselte Sigmar Gabriel als Schüler auf die Realschule Hoher Weg in Goslar, die er 1976 mit der Mittleren Reife absolvierte. Am Ratsgymnasium Goslar machte er 1979 Abitur.
Von 1979 bis 1981 diente Gabriel als Soldat auf Zeit (SaZ 2, letzter Dienstgrad Obergefreiter) in einer Radareinheit der Luftwaffe in Goslar und Faßberg.
Ab dem Sommersemester 1982 studierte Gabriel an der Georg-August-Universität Göttingen die Fächer Germanistik, Politik und Soziologie. Das Studium schloss er 1987 mit dem ersten Staatsexamen für das Lehramt an Gymnasien ab. Während seiner Studienzeit jobbte Gabriel nebenbei als Nachtportier in einem Göttinger Hotel und beim Deutschen Gewerkschaftsbund (DGB). Vom Schuljahr 1987/88 an war Gabriel Studienreferendar am Christian-von-Dohm-Gymnasium in Goslar. Sein Referendariat schloss er 1989 mit dem zweiten Staatsexamen ab. Im Kursjahr 1989/90 war er in der Erwachsenenbildung als Dozent für die Kurse Deutsch für Ausländer und Berufsvorbereitung für arbeitslose Jugendliche beim Bildungswerk Niedersächsischer Volkshochschulen (BNVHS GmbH) in Goslar befristet tätig.

### Jugendfunktionär bei den Falken (1976–1987)
1976 wurde Sigmar Gabriel Mitglied im SPD-nahen Jugendverband Sozialistische Jugend Deutschlands – Die Falken. Kurz nach seinem Eintritt bei den Falken wurde er Jugendgruppenleiter (Ausweis Nr. 59) und Vorsitzender des Falken-Ortsverbandes Goslar. Bald danach wurde er zum Mitglied des Braunschweiger Bezirksvorstands gewählt, zunächst als Referent für antimilitaristische Arbeit, später als Falken-Ringleiter und schließlich als Bezirksvorsitzender. Als Vertreter des Falken-Bezirks Braunschweig, der in den 70er Jahren dem marxistischen Flügel zugerechnet wurde, gehörte er eine Zeit lang dem Falken-Bundesvorstand an.

## Politik

### Kommunal- und Landespolitik in Niedersachsen (1977–2009)

#### Parlamentarische Arbeit und Parteiämter (1977–2009)
Gabriel trat 1977 in die SPD ein. Seine politische Karriere begann Gabriel in der Kommunalpolitik seiner Heimatstadt Goslar. Von 1987 bis 1998 war Gabriel Mitglied des Kreistages des Landkreises Goslar und von 1991 bis 1999 Ratsherr der Stadt Goslar. Von 1990 bis 2005 war Gabriel Mitglied des niedersächsischen Landtages. Von 1997 bis 1998 war er stellvertretender Vorsitzender der SPD-Landtagsfraktion, von 1998 bis 1999 sowie von 2003 bis 2005 ihr Vorsitzender. Von 1999 bis 2005 gehörte Gabriel dem SPD-Parteivorstand an. Auf dem Parteitag 2005 wurde er nicht wieder in den Parteivorstand gewählt. 2007 wurde er wieder in den Parteivorstand gewählt, aber nicht in das Präsidium.
Von 2003 bis 2005 war Gabriel stellvertretender Vorsitzender der SPD Niedersachsen und von 2003 bis 2009 war er Vorsitzender des SPD-Bezirks Braunschweig. Außerdem übernahm Gabriel nach dem Ausscheiden aus dem Amt des Ministerpräsidenten von 2003 bis 2005 das neugeschaffene Amt des Beauftragten für Popkultur und Popdiskurs der SPD (kurz Popbeauftragter), was ihm in Anlehnung an den Sänger Iggy Pop den Spitznamen „Siggi Pop“ einbrachte.
Neben seiner Tätigkeit als Fraktionsvorsitzender im Landtag war Gabriel in dieser Zeit auch als Geschäftsführer und Gesellschafter der Communication, Network, Service GbR (CoNeS) tätig, welche die Volkswagen AG zur europäischen Industriepolitik beriet.

#### Ministerpräsident von Niedersachsen (1999–2003)

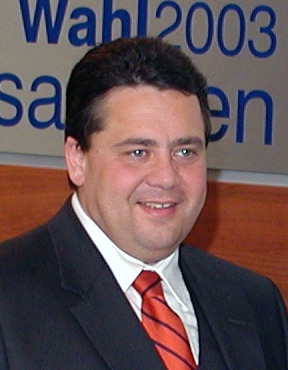
Sigmar Gabriel im Niedersächsischen Landtag (2003)

Am 15. Dezember 1999 übernahm Gabriel das Amt des niedersächsischen Ministerpräsidenten. Das neue Kabinett Gabriel bildete somit die dritte Landesregierung innerhalb der 14. Legislaturperiode. Sein Vorgänger Gerhard Glogowski war am 28. Oktober 1998 auf Gerhard Schröder nach dessen Wechsel in das Amt des Bundeskanzlers gefolgt und kurz darauf mit Affärenvorwürfen konfrontiert worden, sodass er am 14. Dezember 1999 zurücktrat. Bei der Landtagswahl 2003 verlor die bisher allein regierende SPD unter Gabriel gegen die CDU unter der Führung von Christian Wulff mit 33,4 % (−14,5 Prozentpunkte gegenüber 1998; CDU: 48,3 %, +12,4 Prozentpunkte) ihre absolute Mehrheit und ging anschließend in die Opposition.

### Bundespolitik (2005–2019)
Bei der Bundestagswahl 2005 trat Gabriel zum ersten Mal bei einer Bundestagswahl an und gewann das Direktmandat im Wahlkreis Salzgitter – Wolfenbüttel mit 52,3 % der Erststimmen. Anschließend hat er sein Direktmandat dreimal verteidigt (2009 mit 44,9 %, 2013 mit 46,6 %, 2017 mit 42,8 %). Am 26. Mai 2019 kündigte er in der ARD-Sendung Anne Will an, bei der nächsten Bundestagswahl nicht mehr zu kandidieren. Am 26. September 2019 kündigte er an, sein Bundestagsmandat zum 1. November 2019 abzugeben. Schließlich legte er es mit Ablauf des 3. November 2019 nieder. Für ihn rückte Markus Paschke nach.

#### Bundesumweltminister (2005–2009)
Vom 22. November 2005 bis 27. Oktober 2009 war Gabriel Bundesminister für Umwelt, Naturschutz und Reaktorsicherheit. Als solcher hat er 2007 maßgeblich das allmähliche Verbot der herkömmlichen Glühlampen in der EU angestoßen und durchgesetzt.

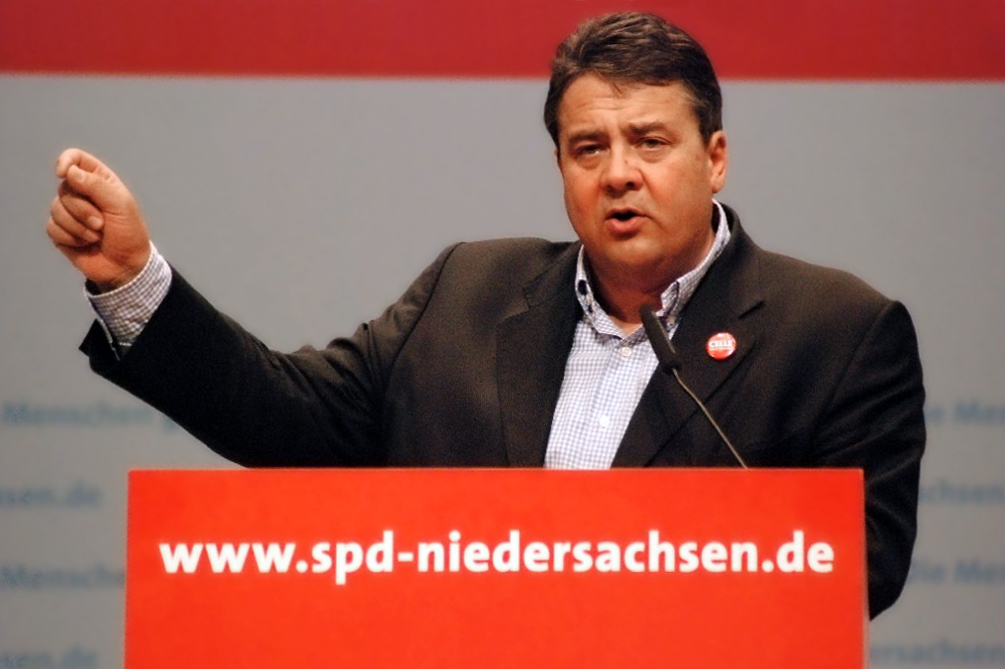
Sigmar Gabriel bei der Landesvertreterversammlung der niedersächsischen SPD zur Bundestagswahl (2009)

Er führte die Umweltpolitik seines Vorgängers Jürgen Trittin weitgehend fort und setzte sich für die Energiewende, also den Ausstieg Deutschlands aus der Atomenergie und eine Reduktion von CO2-Emissionen ein.

#### SPD-Vorsitzender (2009–2017)
Am 5. Oktober 2009 wurde Gabriel vom Parteivorstand mit 77,7 % für das Amt des SPD-Bundesvorsitzenden nominiert. Bei der Wahl auf dem SPD-Bundesparteitag in Dresden am 13. November 2009 erhielt Gabriel 94,2 % der Delegiertenstimmen. Auf dem SPD-Parteitag im Dezember 2011 wurde Gabriel mit 91,6 % aller Delegiertenstimmen für weitere zwei Jahre im Amt des Parteivorsitzenden bestätigt. Nach dem zweitschlechtesten Ergebnis der SPD bei einer Bundestagswahl (2013) konnte Gabriel seine beiden sehr guten Ergebnisse nicht wiederholen und erhielt auf dem ordentlichen Bundesparteitag 2013 in Leipzig mit 83,6 % ein lediglich mäßiges Ergebnis. Gabriel selbst sprach von einem „außerordentlich ehrlichen Ergebnis“. Beim Bundesparteitag im Dezember 2015 wurde er mit nur noch 74,3 % wiedergewählt. Das Ergebnis war seit 1946 das zweitschlechteste für einen SPD-Vorsitzenden nach 1995, als Oskar Lafontaine in einer Kampfkandidatur gegen Rudolf Scharping antrat und mit 62,9 % gewählt wurde. Gabriel selbst kommentierte das Ergebnis: „In der Zeitung wird stehen: Gabriel abgestraft – und so ist das ja auch.“
Von 2009 bis 2012 war Gabriel als Vertreter der SPD Vizepräsident der Sozialistischen Internationale.
Nachdem er sich mit der Sozialistischen Internationale zerstritt, setzte er die Mitgliedschaft der SPD in der SI auf einen Beobachterstatus zurück und gründete mit vielen anderen progressiven, sozialdemokratischen und sozialistischen Parteien, wie beispielsweise der britischen Labour Party, der französischen Parti Socialiste, der amerikanischen Demokratischen Partei die Progressive Allianz.

#### Bundesminister für Wirtschaft und Energie (2013–2017)

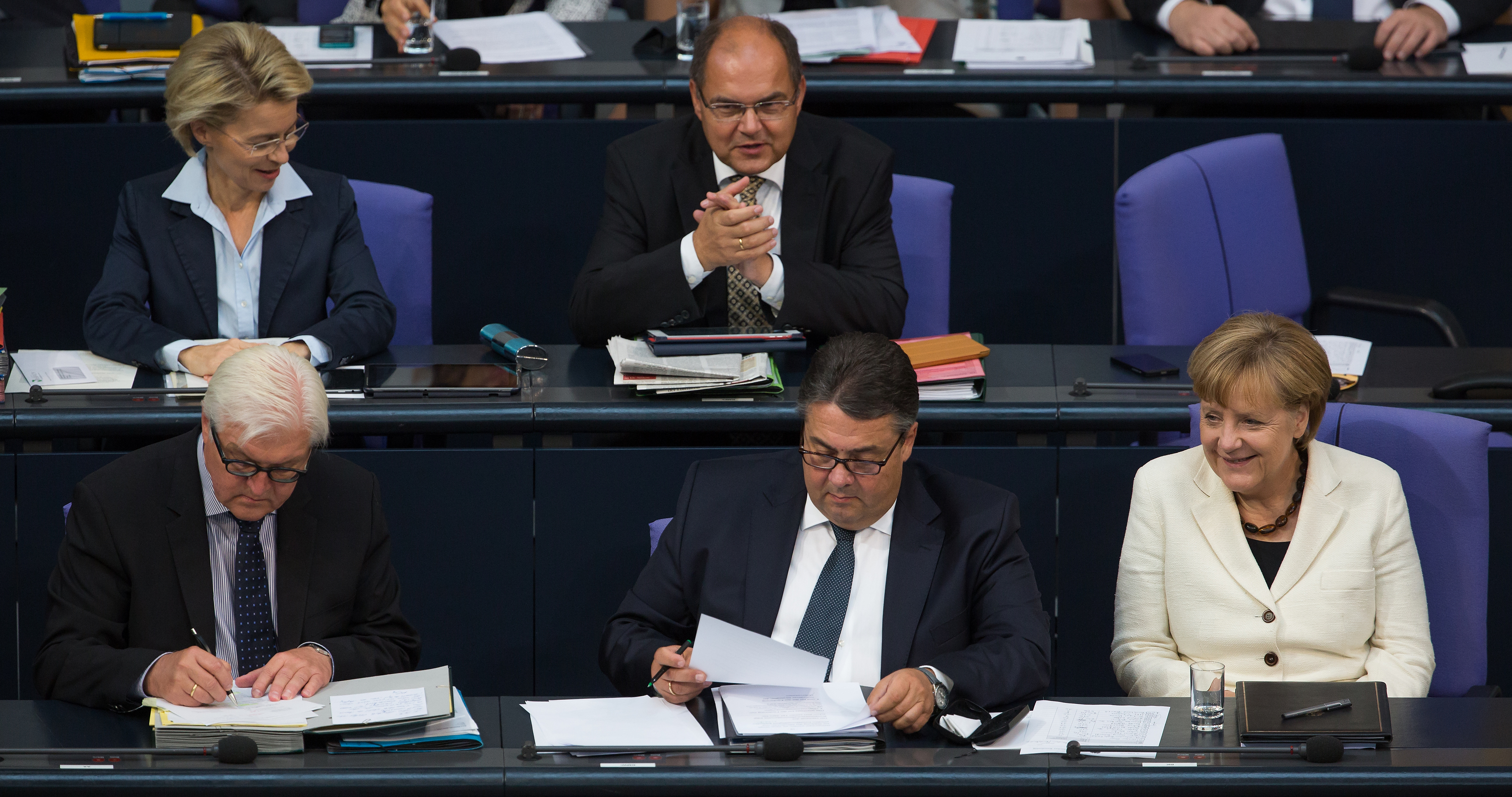
Sigmar Gabriel im Deutschen Bundestag zwischen Angela Merkel und Frank-Walter Steinmeier, 2014

Vom 17. Dezember 2013 bis zum 26. Januar 2017 war Sigmar Gabriel Bundesminister für Wirtschaft und Energie sowie Vizekanzler der Bundesrepublik Deutschland im Kabinett Merkel III.
Als Wirtschaftsminister war er unter anderem zuständig für die Rüstungsexporte der Bundesrepublik Deutschland, die Verhandlungen über TTIP und CETA mit Kanada und den USA sowie für die Energiepolitik einschließlich der Energiewende. Das Wirtschaftsministerium hieß von 2005 bis 2013 Bundesministerium für Wirtschaft und Technologie und seit dem Amtsantritt des Kabinett Merkel III Bundesministerium für Wirtschaft und Energie.
Gabriel genehmigte 2015, dass das BASF-Tochterunternehmen Wintershall den ihr gehörenden Gasspeicher Rehden an Gazprom abgeben durfte, im Tausch gegen Anteile an sibirischen Gasvorkommen. Auf die Anfrage eines grünen Bundestagsabgeordneten, ob es nicht angebracht sei, eine nationale Gasreserve anzulegen, antwortete Gabriel, das sei nicht nötig, die internationalen Gasmärkte würden so gut funktionieren, dass man sich bei Ausfällen einfach anderweitig eindecken könnte. Nach dem Beginn des russischen Überfalls auf die Ukraine stellte sich heraus, dass dem nicht so ist.

#### Verzicht auf Kanzlerkandidatur und Bundesaußenminister (2017–2018)
Lange Zeit hatte sich Sigmar Gabriel nicht eindeutig positioniert, ob er bereit sei, als Kanzlerkandidat der SPD im Bundestagswahlkampf 2017 anzutreten. Dem Wochenmagazin Stern erklärte Gabriel im Januar 2017 in einem Exklusiv-Interview seinen Verzicht auf die Kanzlerkandidatur und den Parteivorsitz, er schlug stattdessen Martin Schulz für beide Posten vor. Zugleich erklärte Gabriel in diesem Zusammenhang, er werde den designierten Bundespräsidenten Frank-Walter Steinmeier als Bundesaußenminister ablösen.

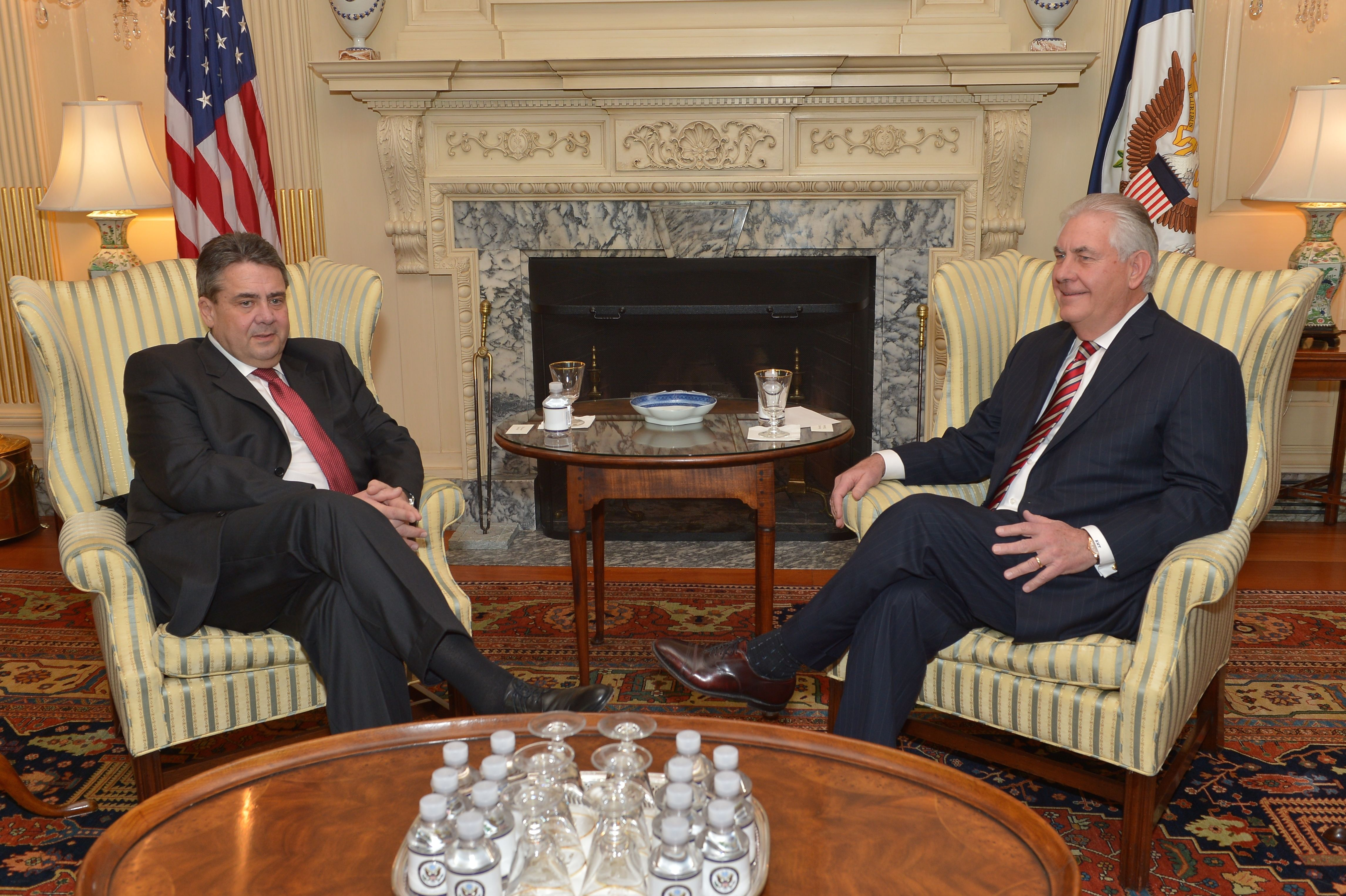
Sigmar Gabriel zusammen mit dem damaligen amerikanischen Außenminister Rex Tillerson in Washington, D.C., Februar 2017

Am 27. Januar 2017 wurde Sigmar Gabriel Bundesaußenminister, nachdem der bisherige Amtsinhaber Frank-Walter Steinmeier sein Amt aufgrund der anstehenden Wahl zum Bundespräsidenten aufgegeben hatte. Gabriels Nachfolgerin im Wirtschaftsministerium wurde die bisherige Staatssekretärin und ehemalige Bundesjustizministerin Brigitte Zypries. Während seiner Amtszeit vermittelte er erfolgreich die Entlassung des in der Türkei inhaftierten Welt-Journalisten Deniz Yücel. Nach der Bundestagswahl im September 2017 blieb er als Mitglied der geschäftsführenden Bundesregierung bis zum 14. März 2018 im Amt. Sein Nachfolger in der neuen Regierung wurde Heiko Maas.

## Tätigkeiten nach dem Ausscheiden als Minister (seit 2018)
Gabriel ist seit Juni 2019 Vorsitzender der Atlantik-Brücke und Mitglied der Trilateralen Kommission sowie des European Council on Foreign Relations. Außerdem gehört er seit Mai 2018 dem Kuratorium der International Crisis Group sowie seit März 2019 dem Beirat von Deloitte an. Seit 2019 ist er zudem Schirmherr des Arbeitgebersiegels „Top Job“ der Zeag GmbH. Seit März 2020 ist er Mitglied im Präsidialrat der Björn Steiger Stiftung. Er war von Juni 2018 bis zum Frühjahr 2020 als Autor für die Holtzbrinck-Medien Handelsblatt, Der Tagesspiegel und Die Zeit tätig und verdiente damit 15.000 bis 30.000 Euro pro Monat. Im Sommersemester 2018 war er Lehrbeauftragter an der Rheinischen Friedrich-Wilhelms-Universität Bonn und im Herbst 2018 drei Wochen lang Gastdozent an der Harvard University. Gabriel gründete im Jahr 2018 das Berliner Beratungsunternehmen VIB – International Strategy Group und verkaufte seinen Anteil daran im April 2019. Seit 2018 ist er Mitglied im Senat der Deutschen Nationalstiftung, und seit November 2019 ist er bei der Eurasia Group als Politikberater tätig. Im Januar 2019 war Gabriel Gründungsmitglied des Erhard-Eppler-Kreises.
Am 24. Januar 2020 nominierte der Staat Katar als Aktionär der Deutschen Bank Gabriel als seinen Vertreter im Aufsichtsrat. Diese Ankündigung verursachte zum Teil kritische Reaktionen. Beispielsweise forderte Abgeordnetenwatch eine Karenzzeit von drei Jahren für einen solchen Wechsel mit der Begründung, es würde dem Demokratieverständnis schaden, wenn Gabriel keine zwei Jahre nach seinem Ausscheiden als Vizekanzler „jetzt sein Adressbuch an die Deutsche Bank versilbert, das er nur als Vertreter des Volkes so prall füllen konnte“. Es gab in der Presse auch positive Kommentare, so schrieb Marc Beise in der Süddeutschen, die Deutsche Bank werde „von seiner Erfahrung und Persönlichkeit“ profitieren und darüber hinaus die Gesellschaft, weil „eine funktionierende Großbank gut ist fürs Land“. Am 20. Mai 2020 wurde Gabriel als Mitglied des Integritätsausschusses der Deutschen Bank in den Aufsichtsrat der Deutschen Bank gewählt.
Im Mai 2020 wurde bekannt, dass Gabriel auch in den Aufsichtsrat von Siemens Energy gewählt wurde. Seit 2020 ist er zudem Schirmherr des Sylke-Tempel-Fellowships der Stiftung Deutsch-Israelisches Zukunftsforum.
Nach eigenen Angaben war Gabriel von März bis Ende Mai 2020 als Berater für die Tönnies Holding tätig. Gabriel sollte nach eigener Aussage in Erfahrung bringen, welche Handelsrestriktionen für Fleischwaren beim Export nach Asien im Zuge der afrikanischen Schweinepest geplant und wie Exportgenehmigungen weiterhin zu bekommen seien.
Im Februar 2022 wurde bekannt, dass Gabriel als geopolitischer Berater bei der Brunswick Group tätig ist.
Gabriel wurde im April 2022 Aufsichtsratsvorsitzender von Thyssenkrupp Steel Europe.
Er trat am 29. August 2024 von diesem Posten zurück.
Im Dezember 2024 wurde er für den Aufsichtsrat der Rheinmetall AG nominiert, dessen Mitglied er seit der Hauptversammlung im Mai 2025 ist.

## Politische Positionen
Gabriel gehörte in seiner Zeit als Bundestagsabgeordneter dem SPD-intern als rechts bzw. konservativ geltenden Seeheimer Kreis sowie dem Netzwerk Berlin an, in dem zumeist jüngere SPD-Abgeordnete zusammengeschlossen sind.

### Außen- und Sicherheitspolitik
Anlässlich eines Besuchs 2012 im israelisch besetzten Hebron postete er auf Facebook, dass die dortigen Palästinenser in einem „rechtsfreien Raum“ lebten, und fügte hinzu: „Das ist ein Apartheids-Regime.“ Dieser Vergleich stieß auf heftige Kritik.
Bei der Ukraine-Krise trat Gabriel anfangs für Sanktionen gegen Russland ein und kritisierte die Annexion der Krim durch Russland als völkerrechtswidrig. Gleichzeitig betonte er, man müsse Russland in eine Lösung der Krise einbinden. Er gehörte – wie viele SPD-Politiker aus Niedersachsen – zur sogenannten „Moskau-Connection“ des Ex-Bundeskanzlers Gerhard Schröder.
Nach der Präsidentschaftswahl in den USA Ende 2016 strebte der US-Senat wegen der Einmischung Russlands in den Wahlkampf eine Verschärfung der Sanktionen an. Gabriel behauptete öffentlich, es gehe dem US-Senat nicht um die Wahl, sondern darum Flüssiggas aus den USA zu verkaufen. Er förderte intensiv den Bau der Pipeline Nordstream 2 und lehnte den Gedanken ab, Russland könne das Gas einmal als politische Waffe gebrauchen. Die Kooperation mit Russland sei „keine Bedrohung“.
Die Forderung der neuen Regierung von Donald Trump nach höheren deutschen Rüstungsausgaben in Richtung des beschlossenen Zwei-Prozent-Ziels vom NATO-Gipfel in Wales 2014, drängend vorgetragen 2017 von Außenminister Rex Tillerson, lehnte er ab mit dem Hinweis auf fehlende sinnvolle Verwendungen: „Ich halte es für völlig unrealistisch zu glauben, dass Deutschland einen Militärhaushalt von über 70 Milliarden Euro pro Jahr erreicht.“

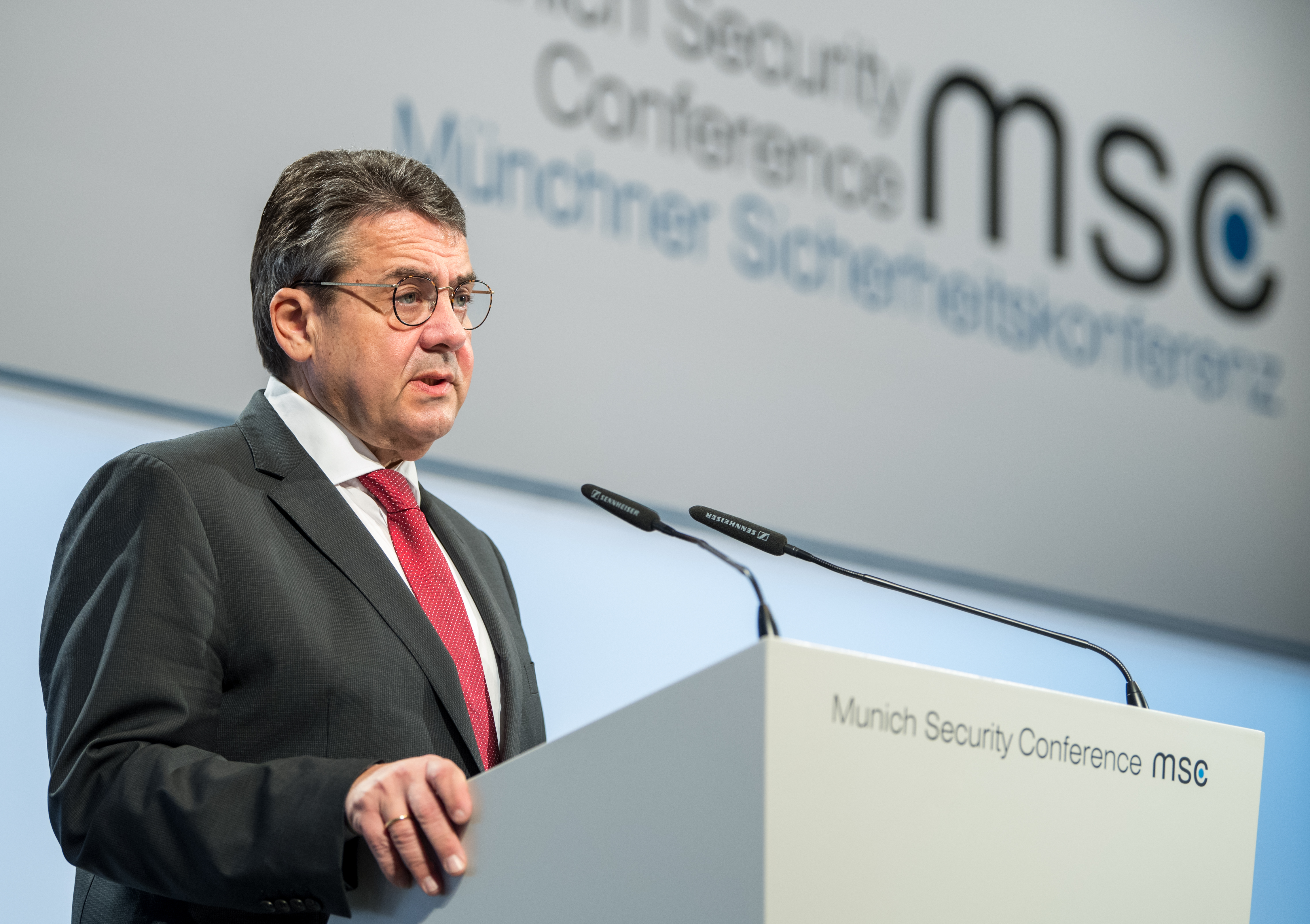
Gabriel während der 54. MSC 2018

Im Februar 2018 sprach sich Gabriel auf der Münchner Sicherheitskonferenz öffentlich für einen schrittweisen Abbau der wegen Moskaus Krieg in der Ukraine verhängten Sanktionen aus. Er wisse, dass die „offizielle Position“ eine andere sei. Laut der Tagesspiegel-Kolumnistin Claudia von Salzen sei dies insofern bemerkenswert, als ein Bundesminister eine abweichende Privatmeinung äußert und damit öffentlich macht, dass die amtierende Regierung in einer zentralen außenpolitischen Frage nicht einig sei. Schon 2015 hatte Gabriel nach einem Treffen mit Russlands Staatschef Wladimir Putin Ähnliches geäußert. Die damalige SPD-Vorsitzende Andrea Nahles und Olaf Scholz hielten es für geraten, Gabriel – auch wegen seiner fortgesetzten Nähe zu russlandfreundlichen Kreisen um Ex-Bundeskanzler Schröder – als Außenminister zu ersetzen. Nach seinem Ausscheiden aus dem Außenministerium forderte Gabriel erneut eine Aufhebung der Sanktionen gegen Russland, auch ohne russisches Erfüllen des Minsker Abkommens. Er bezweifelte die Täterschaft russischer Geheimdienste an der versuchten Ermordung Sergej Skripals durch Nowitschok. Bis zum Beweis des Gegenteils gelte die Unschuldsvermutung; er wende sich gegen „eine immer schriller werdende Diskussion“.
Zu unterschiedlichen Bewertungen kamen die Medien im Hinblick auf seinen Besuch im März 2015 in Katar. Das US-amerikanische Wall Street Journal berichtete, Gabriel habe gegenüber dem Emir, Scheich Tamim bin Hamad Al Thani, und anderen Regierungsvertretern deutlich Kritik an den schlechten Arbeitsbedingungen der ausländischen Arbeiter im Emirat geübt. Deutsche Medien wie die Süddeutsche Zeitung und Die Zeit berichteten, er habe Katar eher in Schutz genommen und Fortschritte herausgestellt. Vor der Fußball-WM 2022 verteidigte Gabriel Katar erneut und nannte die Kritik an den Menschenrechtsverletzungen in einem Statement bei Twitter „deutsche Arroganz“.
Während seines Antrittsbesuchs in Israel besuchte Gabriel am 24. April 2017 die Holocaust-Gedenkstätte Yad Vashem. Am nächsten Tag traf er Vertreter der Menschenrechtsorganisationen Schovrim Schtika und B’Tselem. Da Schovrim Schtika und B’Tselem „Soldaten der Israelischen Verteidigungsstreitkräfte als Kriegsverbrecher verleumden“ würden, sagte der israelische Ministerpräsident Benjamin Netanjahu ein vorgesehenes Treffen mit Gabriel ab („Prime Minister Netanyahu’s policy is not to meet foreign visitors who … meet with groups that slander IDF soldiers as war criminals“). Gabriel wurde von Staatspräsident Reuven Rivlin empfangen. In einem damit in Zusammenhang stehenden Interview mit der Frankfurter Rundschau verglich Gabriel die verfolgten Sozialdemokraten mit den jüdischen Opfern des Holocaust, was ihm viel Kritik eintrug.
Im November 2017 warf Gabriel auf einer Pressekonferenz mit dem libanesischen Außenminister Gebran Bassil Saudi-Arabien „außenpolitisches Abenteurertum“ vor, nachdem eine Entführung des libanesischen Ministerpräsidenten Saad Hariri durch Saudis vermutet worden war. Dies führte zu einer Belastung des diplomatischen Verhältnisses zwischen Saudi-Arabien und Deutschland.
Im März 2019 trat Gabriel in einem Interview für eine geopolitische Strategie und eine gemeinsame Verteidigungspolitik der Europäischen Union ein. Er verwendete dazu die Metapher eines „vegetarischen“ bzw. (nach dem Brexit) „veganen“ Europa, das einer Welt von „Fleischfressern“ gegenüberstehe.
Am 6. Februar 2020 schloss sich Gabriel u. a. mit Sevim Dağdelen (MdB) und Gerhart Baum (Bundesinnenminister a. D.) dem von Günter Wallraff initiierten Appell „Julian Assange aus der Haft entlassen“ in der Bundespressekonferenz in Berlin an, der von weit mehr als 100 Prominenten aus Politik, Wissenschaft, Kultur und Medien unterzeichnet wurde.
Im Jahr 2025 kritisierte er das von einflussreichen Parteilinken des Erhard-Eppler-Kreises, darunter den Bundestagsabgeordneten Ralf Stegner und Rolf Mützenich, initiierte Manifest namens Friedenssicherung in Europa durch Verteidigungsfähigkeit, Rüstungskontrolle und Verständigung, das sich primär für Diplomatie mit Russland ausspricht, als „eine schlimme Verirrung“ und warf ihren Unterzeichnern „historische Unkenntnis“ und Illoyalität gegenüber dem SPD-Vorsitzenden Lars Klingbeil vor.

### Innenpolitik
Nachdem Osama bin Laden am 1. Mai 2011 getötet worden war, resümierte Gabriel, dass die Vorratsdatenspeicherung insbesondere wegen der erhöhten Gefahr von terroristischen Anschlägen richtig sei. Am 15. März 2015 forderte Gabriel in einem Interview mit dem Deutschlandfunk von Heiko Maas und Thomas de Maizière, dass sie gemeinsam einen Gesetzentwurf zur Vorratsdatenspeicherung ausarbeiten sollen. Maas hatte sich zuvor noch gegen die Einführung der Vorratsdatenspeicherung ausgesprochen. Die Leitlinien für den Gesetzentwurf stellten Maas und de Maizière am 15. April 2015 vor. Die geplante Einführung sorgte auch für scharfe Kritik aus der SPD selbst, so etwa von den Jusos und dem Netzpolitiker Lars Klingbeil.
Während Innenminister Schily stets die Position der SPD vertreten und mehrfach durchgesetzt hatte, Änderungen des Sozialversicherungsrechts wirkungsgleich auf die Beamtenversorgung und das System der Beihilfe zu übertragen, insbesondere mit dem Versorgungsänderungsgesetz 2001, unterstützte Gabriel den CDU-Innenminister de Maizière, der es ablehnte, das Gesetz über Leistungsverbesserungen in der gesetzlichen Rentenversicherung auf die Beamtenversorgung (des Bundes) zu übertragen. Dieses Gesetzesvorhaben war überwiegend auf Betreiben der SPD im Koalitionsvertrag 2013 vereinbart worden. Gabriel erklärte dazu: „Beamtinnen und Beamte haben ein völlig anderes System der Altersversorgung.“

### Umwelt- und Energiepolitik
Als Umweltminister setzte Gabriel die Politik von Jürgen Trittin fort und trat für ein Ende der Nutzung der Kernenergie ein (Atomausstieg). Allerdings berichteten ehemalige Mitarbeiter von Gabriel über ein großes Misstrauen von ihm gegenüber den eigenen Mitarbeitern im Ministerium, die Gabriel für „grüne Überzeugungstäter“ hielt. Bei der Weiterentwicklung des Klimaschutzabkommens von Kyoto strebte Gabriel eine europäische Führungsrolle an. Im 1. Halbjahr 2007 hatte Deutschland die EU-Ratspräsidentschaft inne und richtete im Juni 2007 den G8-Gipfel in Heiligendamm aus. Die Klimapolitik spielte dabei auf der politischen Agenda eine zentrale Rolle. Zusammen mit Frank-Walter Steinmeier setzt sich Gabriel außerdem für einen sozial-ökologischen New Deal ein, einen Gesellschaftsvertrag zwischen Wirtschaft, Umwelt und Beschäftigung.
Das EEG schwächte Gabriel als Wirtschafts und Energieminister zunehmend ab und forderte 2013 einen Richtungswechsel in der Energiepolitik: „Das EEG war ein kluges Gesetz, als grüne Energien eine Nische waren. Jetzt entwickelt es sich zum Hindernis für deren Zukunft.“ „Wenn die Energiewende nicht komplett neu gestartet und endlich professionell gesteuert wird, stehen wir vor dem größten Deindustrialisierungs-Programm unserer Geschichte“, äußerte Gabriel. In der Amtszeit Gabriels als Wirtschafts- und Energieminister erreichte die Errichtung von Photovoltaik-Anlagen in Deutschland einen Tiefpunkt (1899, 1469 und 1534 MW p. a. in den Jahren 2014 bis 2016, gegenüber 7377 bis 7604 MW p. a. in den Jahren 2010 bis 2012) und fiel 2016 auf 2 % des Photovoltaik-Weltmarktes (nach 20 % in 2011 und 2012 bzw. zwischen 25 % und 33 % in den Jahren 2006 bis 2009 seiner Amtszeit als Umweltminister). Parallel zu seiner Amtszeit stieg der Anteil der deutschen Gasimporte aus Russland stark an: im Dezember 2013 waren es 34,6 Prozent und im Januar 2017 54,9 Prozent.
Anfang 2015 stellte er Pläne für einen Klimaschutzbeitrag vor, der darauf ausgerichtet ist, den Betrieb alter, ineffizienter Kohlekraftwerke unwirtschaftlich zu machen. Anders als beim CO2-Preis wären Erdgaskraftwerke von der Abgabe verschont geblieben und indirekt begünstigt worden, was wiederum nachteilig für CO2-freie Stromerzeugung wäre. Die Pläne stießen auf ein positives Echo bei manchen Umweltverbänden und Wissenschaftlern und den häufig Gaskraftwerke betreibenden Stadtwerken, riefen jedoch Kritik seitens der Kohlekraftwerksbetreiber, aus der Industrie, Gewerkschaften sowie von verschiedenen Bundes-, Landes- und Kommunalpolitikern – teils aus Gabriels eigener Partei – hervor.
Nachdem eine Klimaabgabe für besonders dreckige Braunkohlekraftwerke gegen diese Widerstände nicht durchgesetzt werden konnte, wurde eine Kapazitätsreserve zur Stilllegung von insgesamt acht Braunkohleblöcke beschlossen. Die Betreiber RWE, Vattenfall und Mibrag sollten nun insgesamt 1,6 Milliarden Euro ab dem Jahr 2017 erhalten. Im Jahr 2014 hatte Gabriel das Konzept einer Vergütung für stillstehende Kraftwerke noch mit den markigen Worten abgelehnt: „Was der Kapazitätsmarkt nicht werden kann, ist so was wie Hartz IV für Kraftwerke: Nicht arbeiten, aber Geld verdienen.“
Beim Bürgerinitiativen-Verbund Mittleres Leinetal sorgte ein Pilotprojekt zur Erdverkabelung von Stromtrassen für Verärgerung, da dieses den Wahlkreis von Sigmar Gabriel betreffen würde. Das Auswahlverfahren für diese Pilotstrecke ist nicht bekannt.
2022 gestand Gabriel, in dessen Amtszeit als Wirtschaftsminister das Projekt Nord Stream 2 begonnen worden war, Fehler in der Russlandpolitik der vergangenen Jahrzehnte ein und sagte angesichts des Ukraine-Konflikts, dass im Gasmarkt die Abhängigkeit von Russland viel zu groß sei. „Wir haben die Verantwortung der Politik drastisch reduziert, in der Versorgungssicherheit sogar auf null gebracht.“

### Wirtschafts- und Sozialpolitik
Gabriel trat lange für die Einführung eines bundesweit geltenden Mindestlohns von 8,50 € ein, ein Punkt, welchen die SPD in der seit 2013 regierenden Großen Koalition in die Realität umsetzen konnte.
Gabriel befürwortet die umstrittenen Freihandelsabkommen Transatlantisches Freihandelsabkommen und Comprehensive Economic and Trade Agreement. Er sieht in den Freihandelsabkommen die Möglichkeit auf Wachstum und Regelsetzung des Handels in Zeiten der Globalisierung. Wenn TTIP und CETA nicht verabschiedet werden, würden andere diese Regeln bestimmen, wie China (FTAAP), was europäischen Interessen immens widerspreche.
Gleichzeitig tritt er gegen eine Absenkung der Sozial-, Umwelt- und Rechtsschutzstandards durch CETA und TTIP ein und verteidigt den europäischen Kommissionspräsidenten Jean-Claude Juncker bei seinen Verhandlungen mit Kanada und den USA. Außerdem tritt er gegen Schiedsgerichte ein, also den ausgehandelten Investitionsschutz, welchen er als „nicht erforderlich“ zwischen „entwickelten Rechtssystemen“ ansieht.

### Parteipolitik

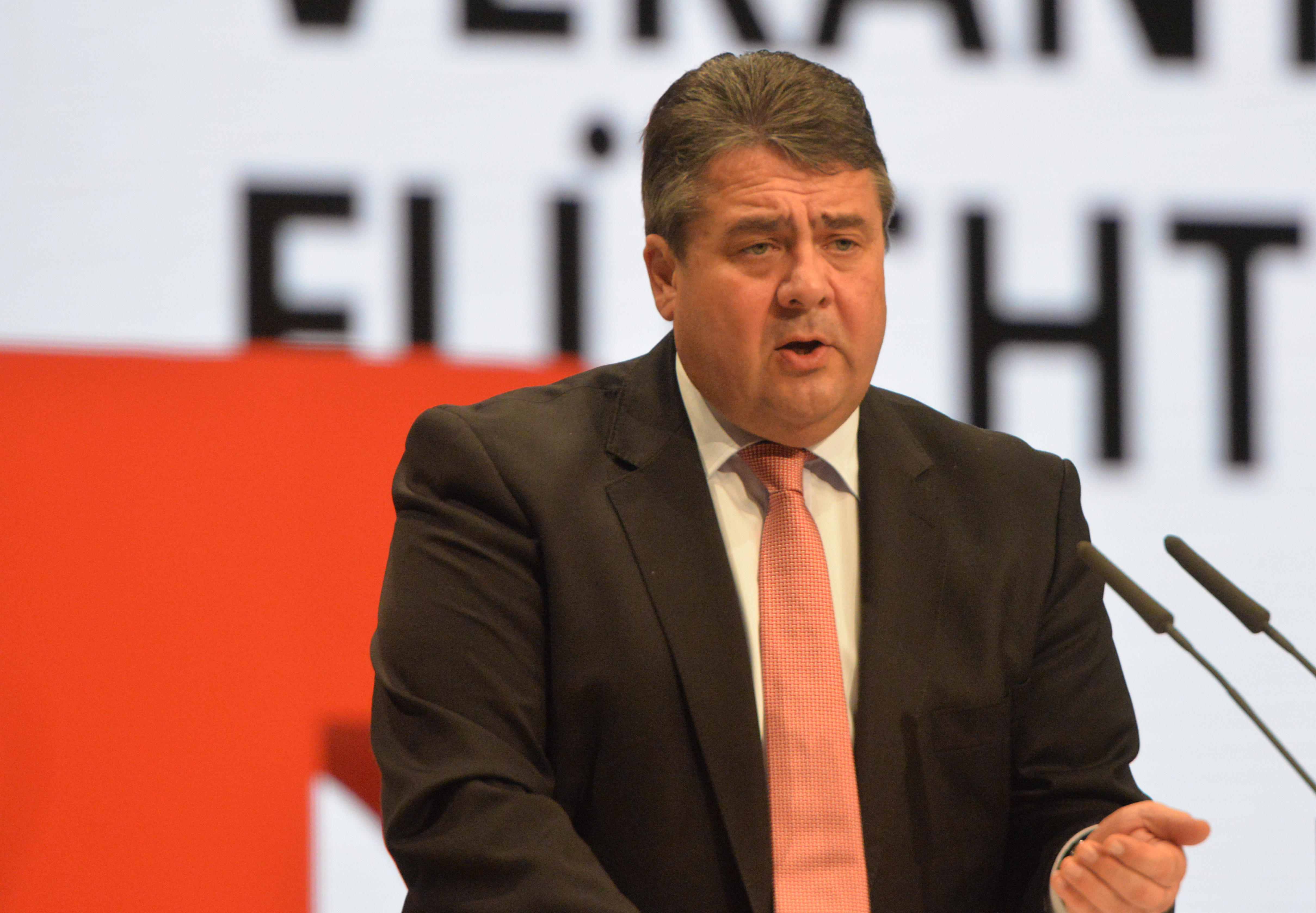
Sigmar Gabriel beim SPD-Bundesparteitag 2015 in Berlin

In einem Antwortbrief an einige SPD-Mitglieder umschrieb Gabriel die Situation der Partei nach der Bundestagswahl 2009 wie folgt: „Unsere SPD befindet sich in einem katastrophalen Zustand“. Die SPD werde lange brauchen, um sich von dieser Krise zu erholen. Des Weiteren forderte Gabriel „eine richtige Strukturreform der SPD“, mit der „wir vor allem wieder Meinungsbildung von unten nach oben schaffen (ohne politische Führung abzuschaffen)“.
Nachdem Gabriel die SPD bis zur Bundestagswahl 2013 auf einen linken Kurs geführt hatte, änderte er seine Strategie nach der Wahlniederlage der SPD. Die SPD müsse sich der „arbeitenden Mitte“ öffnen und somit ein breiteres inhaltliches und personelles Programm anbieten. Eine Position, die er auch im Jahr 2020 teilte.
Gabriel steht für eine innerparteiliche Demokratisierung über Mitgliederentscheide ein. So initiierte er das Mitgliedervotum der SPD zum Koalitionsvertrag 2013 mit den Unionsparteien, welches bei einer Beteiligung von 78 % mit 75,96 angenommen wurde. Im Falle einer Ausweitung des Bundeswehreinsatzes in Syrien hin zu einer Beteiligung mit Bodentruppen kündigte Gabriel am Bundesparteitag 2015 ein weiteres Mitgliedervotum an.
Das SPD-Wahlprogramm zur Bundestagswahl 2017 soll basisdemokratisch entschieden werden, sodass die SPD-Mitglieder weite Teile des Wahlprogrammes mitbestimmen können.

### Demokratie und Rechtsextremismus
Gabriel ist Verfechter der Einführung von Volksentscheiden auf Bundesebene. Er hält die rein repräsentative Demokratie nicht für den „Gipfelpunkt der Volksherrschaft“ und Volksentscheide für „de[n] einzige[n] Weg, Politik aus ihrer Selbstblockade zu befreien.“ Bürger sollen die Möglichkeit haben, sowohl eigene Ideen und Vorschläge in Gesetze umzusetzen als auch vom Bundestag verabschiedete Gesetze zu revidieren.
Nach dem Aufkommen der Pegida-Bewegung traf sich Gabriel mit deren Anhängern bei einer Diskussionsveranstaltung der Sächsischen Landeszentrale für politische Bildung in Dresden. Dafür wurde er von Teilen seiner eigenen Partei kritisiert. Auch wenn er Pegida stark ablehne, sehe er „ein demokratisches Recht darauf, rechts zu sein oder deutschnational“, ob es einem passe oder nicht, sogar „ein Recht, Dummheiten zu verbreiten wie die angebliche Islamisierung Deutschlands“.
Nach den fremdenfeindlichen Ausschreitungen in Heidenau kritisierte er die rechtsradikalen Straftäter und bezeichnete sie als „Pack, das eingesperrt werden muss“ und mit dem „Deutschland, wie wir es wollen, gar nichts zu tun“ habe. Sie seien die in „Wahrheit undeutschesten Typen“, die er kenne.
Als Antwort wurde die Parole „Wir sind das Pack!“ auf fremdenfeindlichen Demonstrationen skandiert. Bei einer Demonstration trug ein Teilnehmer eine Galgenattrappe, das mit „Reserviert Angela „Mutti“ Merkel“ bzw. „Reserviert Siegmar [sic!] „das Pack“ Gabriel“ beschriftet waren. Der Teilnehmer konnte identifiziert werden und gegen ihn wurden Ermittlungen, wegen Störung des öffentlichen Friedens durch Androhung von Straftaten und der öffentlichen Aufforderung zu Straftaten, aufgenommen. Ähnliches passierte auf der politisch linken Seite auf einer Demonstration gegen das Transatlantische Freihandelsabkommen (TTIP), bei der ein Teilnehmer eine Guillotinenattrappe mit der Aufschrift „Pass blos [sic!] auf Sigmar!“ bei sich trug. Gabriel kommentierte diese Vorfälle nicht.

### Gesellschaftspolitik
Im Rahmen der Beschneidungsdebatte jüdischer und muslimischer Knaben erklärte Gabriel, Jahrtausende alte Traditionen dürften nicht ohne Weiteres in Frage gestellt werden.
Gabriel befürwortet die gleichgeschlechtliche Ehe und völlige rechtliche Gleichstellung homosexueller Lebenspartnerschaften.

### Verkehrspolitik
Gabriel befürwortete Anfang Mai 2013 in einem Interview mit der Rheinischen Post ein generelles Tempolimit von 120 km/h auf deutschen Autobahnen, was von SPD-Kanzlerkandidat Peer Steinbrück und SPD-Fraktionschef Frank-Walter Steinmeier kritisiert wurde. Er relativierte seine Aussage daraufhin.

### Rüstungsexporte
Gabriel setzte sich schon früh für eine Reduktion der deutschen Rüstungsexporte ein, welche er gerade bei Lieferung in Krisengebiete als Gefahr für die internationale Sicherheit ansieht, bei welchen Deutschland mit „Blut Geld verdiene“. Linke, Grüne und Teile seiner eigenen Partei kritisierten ihn dafür, dass die deutschen Rüstungsexporte 2015 dennoch einen Höchststand erreichten, was Gabriel mit den Waffenlieferungen an die Kurden, Kleinwaffen und laufenden, von der schwarz-gelben Vorgängerregierung beschlossenen, Verträgen begründete, die er trotz seiner eigenen Ablehnung umsetzen müsse. Ziel sei immer noch eine deutliche Verringerung der deutschen Waffenexporte.

### Europapolitik
Zur Lösung der Griechenlandkrise trat Gabriel für weitere Kredite für Griechenland ein, auch wenn er das Verhalten der griechischen Regierung von Alexis Tsipras kritisierte. Dieser Kurs wurde von einigen Kritikern als „Zick-Zack“ bezeichnet.
Angesichts der disruptiven Änderung der US-amerikanischen Außenpolitik ab Beginn der zweiten Präsidentschaft von Donald Trump schlug Gabriel vor, Kanada die Mitgliedschaft zur Europäischen Union anzubieten.  Hierzu merkte er an: „Ohnehin ist Kanada europäischer als manches Mitglied der EU."

### Flüchtlingskrise
Nachdem seit September 2015 besonders viele Flüchtlinge nach Deutschland gekommen waren (siehe auch Flüchtlingskrise in Europa), trat Gabriel beim SPD-Parteitag im Dezember 2015 für das Grundrecht auf Asyl für Flüchtlinge ein. Er wolle den Zuzug von Flüchtlingen über Kontingente und Grenzschutz verlangsamen; die CSU-Forderung nach einer Obergrenze der Aufnahmezahl von Asylsuchenden sei unrealistisch.
Er kritisierte einige EU-Staaten als „unsolidarisch“.
Gabriel lehnte eine Aussetzung des Mindestlohns für Flüchtlinge ab; Flüchtlinge und andere Bedürftige dürften nicht gegeneinander ausgespielt werden.
Am 28. August 2016 forderte er in einem Interview mit dem ZDF eine von ihm nicht näher definierte Obergrenze, die rechtlich möglich sei, weil die meisten Einreisenden überhaupt kein politisches Asyl beantragten. Diese sei durch die „Integrationsfähigkeit“ eines jeden Landes definiert: „Es ist undenkbar, dass Deutschland jedes Jahr 1 Million Menschen aufnimmt.“ 2018 drängte er auf konsequentere Abschiebungen und wendete sich gegen die „unrealistische und naive“ Haltung seiner Partei.

### COVID-19-Pandemie
In einem Interview mit der Heilbronner Stimme im Februar 2021 kritisierte Gabriel harsch die deutsche Corona-Politik. Gabriel sagte dem Journalisten Hans-Jürgen Deglow: „Was mich am meisten ärgert: Wir behandeln die Pandemie mit den Mitteln des Mittelalters. Bei der Pest wurden die Menschen auch nur weggesperrt. Die Mittel des 21. Jahrhunderts lassen wir aber weitgehend ungenutzt liegen.” Die Corona-Warn-App sei ein Flop, sagte er, „es gibt kein Daten-Tracking, um die Infektionsherde schnell zu lokalisieren und unsere Gesundheitsämter melden Daten per Fax und zählen vermutlich noch händisch. Und es ist erbärmlich, wie wenig eines der reichsten Länder der Erde – Deutschland – in der Lage ist, seine Schulen und Bildungseinrichtungen digital zu führen“. In der Politik sei es Mode geworden, so Gabriel, dass niemand mehr öffentlich Verantwortung übernehme. Gabriel betonte: „Früher sind Minister aus weit geringeren Gründen zurück getreten, heute wird einfach der nächste Fehler gemacht. Verantwortlich sind immer die anderen.“

## Kontroversen

### Kontroversen um private Schiedsgerichte
Im November 2014 kündigte Gabriel an, CETA ohne größere Änderungen am Vertragstext zu verabschieden, auch den darin enthaltenen Investorenschutz für Unternehmen. Dies widerspreche einem Positionspapier der SPD, welches zuvor verabschiedet wurde. Er wurde dafür von Vertretern der Partei Die Linke, Bündnis 90/Die Grünen und seiner eigenen Partei scharf kritisiert.
Im Mai 2016 wurde ein inoffizielles Arbeitsdokument öffentlich, aus dem hervorging, dass das von Gabriel geführte Wirtschaftsministerium an privaten Schiedsgerichten festhalte und sogar für deren Ausbau werbe, was Gabriels bis dahin getätigten Aussagen widerspreche. Die Zeit sprach diesbezüglich von Tricksereien.

### Kontroverse um die Edeka-Tengelmann-Fusion
Die Unternehmensgruppe Tengelmann plante den Verkauf von 450 Filialen an die Edeka-Gruppe bis Mitte 2015. Das Kartellamt  untersagte die geplante Fusion jedoch, da es negative Auswirkungen auf den Wettbewerb erwartete. Dennoch erteilte Gabriel Anfang 2016 eine Ministererlaubnis und wurde hierfür sowohl von der Monopolkommission als auch Konkurrenten von Edeka stark kritisiert. Das Oberlandesgericht Düsseldorf hob die Ministererlaubnis im Juli 2016 auf, da Gabriel „geheime Gespräche“ geführt und eine „gleichmäßige Einbeziehung und Information aller Verfahrensbeteiligten“ unterlassen habe. Auch seitens der Presse gab es heftige Kritik an der Erteilung sowie dem Zustandekommen der Ministererlaubnis. Nach einer Schlichtung durch Altkanzler Gerhard Schröder und einem damit verbundenen Interessensausgleich zwischen den Parteien zogen die Kläger ihre Klagen gegen Gabriels Ministererlaubnis zurück, womit diese bestandskräftig wurde.

## Kabinette
- Kabinett Gabriel als Ministerpräsident von Niedersachsen
- Kabinett Merkel I als Umweltminister
- Kabinett Merkel III als Vizekanzler, Wirtschaftsminister (2013–2017), Außenminister (2017–2018)

## Ehrungen und Auszeichnungen (Auswahl)
- Gabriel wurde 2018 mit dem Sankt Georgs Orden des Dresdner Semperopernballes ausgezeichnet.[153]
- Am 21. September 2018 wurde Gabriel mit einem Festakt in der Kaiserpfalz Goslar zum Ehrenbürger seiner Heimatstadt Goslar ernannt. Goslars Oberbürgermeister Oliver Junk (CDU) überreichte Gabriel Ehrenbürgerplakette und -urkunde, die Laudatio hielt Bundespräsident Frank-Walter Steinmeier.[154]
- 2019 hat Gabriel vom griechischen Präsidenten Prokopis Pavlopoulos das Großkreuz des Phönix-Ordens erhalten. Der Orden ist die höchste Auszeichnung, die Griechenland einem ausländischen Staatsbürger verleihen kann. Die Verleihungszeremonie nahm der griechische Botschafter in Berlin, Theodoros Daskarolis, vor.[155]
- 2019 wurde Gabriel vom Deutschen Brauer-Bund als Botschafter des Bieres ausgezeichnet.[156][157]
- 2021 erhielt Gabriel den Deutschen Rednerpreis vom Berufsverband German Speakers Association.[158]

## Schriften
- Mehr Politik wagen. Econ, Düsseldorf 2002, ISBN 978-3-430-13002-8.
- Links neu denken: Politik für die Mehrheit. Piper, München 2008, ISBN 978-3-492-05212-2.
- als Herausgeber: Die Kraft einer großen Idee: Europäische Moderne und Soziale Demokratie. Ein politisches Lesebuch. Vorwärts, Berlin 2012, ISBN 978-3-86602-274-4.
- Neuvermessungen. Was da alles auf uns zukommt und worauf es jetzt ankommt. Kiepenheuer & Witsch, Köln 2017, ISBN 978-3-462-05097-4.
- Zeitenwende in der Weltpolitik: Mehr Verantwortung in ungewissen Zeiten. Herder, Freiburg 2018, ISBN 978-3-451-38328-1.